# Hakim Warrick
Pour les articles homonymes, voir Warrick.
Hakim Hanif Warrick (né le 8 juillet 1982 à Philadelphie, Pennsylvanie) est un joueur américain de basket-ball. Il est surnommé "Helicopter" et "Hak". Il mesure 2,06 m et joue aux postes d'ailier et de pivot.

## Biographie
Il est issu de l'université de Syracuse, dont il est diplômé en management et commerce.
Il s'impose lors de sa deuxième année dans l'effectif, doublant ses statistiques offensives (de 6,1 à 14,8 points par match) et passant de 4,8 rebonds à 8,5 rebonds. En 2003, il remporte le titre de champion NCAA. Carmelo Anthony ayant quitté l'équipe pour la NBA, il devient le leader offensif des Orangemen et est nommé dans la second-team All-America par ESPN.com et The Sporting News. Il continue ses performances lors de sa saison senior avec des moyennes de 21,4 points et 8,6 rebonds par match. Son dernier match se solde par une défaite au premier tour du tournoi NCAA face à l'université de Vermont.
Bien que ses qualités athlétiques impressionnent les recruteurs NBA et qu'on le pressente parmi les joueurs sélectionnés dans le haut de la draft, la plupart des recruteurs redoutent qu'il ne soit pas assez fort physiquement pour défendre sur les ailier-forts et qu'il n'ait pas les capacités à manier le ballon face aux ailiers. Néanmoins, il est sélectionné au 19e rang de la draft 2005 par les Memphis Grizzlies.
Pour sa première saison, il participe à 68 matchs, pour des statistiques de 4,1 points et 2,1 passes décisives en 10 minutes par match derrière Pau Gasol. Il participe au Slam Dunk Contest lors du NBA All-Star Game 2006. Il termine à la 3e place derrière Nate Robinson et Andre Iguodala.
Lors de l'été 2006, Memphis est perturbé par la blessure de Gasol, faisant de Warrick l'un des joueurs pressentis pour le poste de titulaire. Il jouera les 82 matchs de saison régulière, dont 43 en tant que titulaire. Il termine la saison avec des statistiques de 12,7 points et 5,1 rebonds par match.
Lors de l'été 2009, Warrick est transféré aux Bucks de Milwaukee.
Le 18 février 2010, il est transféré aux Bulls de Chicago.
En février 2013, il est échangé par les Bobcats de Charlotte avec le Magic d'Orlando contre Josh McRoberts.
Il est coupé au bout de 3 jours par le Magic. Il tente sa chance en Chine avec les Sichuan Blue Whales. Il jouera finalement la saison 2013-2014 avec les Liaoning Flying Leopards. Puis pour la saison 2014-2015 avec les Torku Konyaspor. Il tournera avec le club turc à 17,6 points et 7,7 rebonds par match. 
En septembre 2014, Hakim Warrick fait un essai avec les Spurs de San Antonio mais qui ne donnera rien. 
Il joue avec les Melbourne United de la National Basketball League (NBL) entre 2015 et 2016. Il marquera en moyenne en 23 matches 14,2 points par match et 6 rebonds.
En février 2016, Warrick rejoint l'Olympiakos où il signe un contrat jusqu'à la fin de la saison.
En 2017, il rejoint l'équipe des Leones de Ponce  dans le championnat de basket du Porto Rico.
En avril 2018, Hakim Warrick s'engage en Israël avec les Ironi Nahariya.
En 2018, il est drafté, en G-League, par les Blue Coast du Delaware en 9ème position. Il est le plus vieux joueur de l'histoire à être drafté en G-League. Il est immédiatement échangé contre Michael Bryson et file aux Wolves de l'Iowa. Il tourne cette saison à 12 points par match.
Durant l'été 2019, il participe à The Basketball Tournament (TBT) avec la Boeheim's Army (équipe de la région de Syracuse) et marque 11,5 points par match. L'équipe est éliminée dès la phase régionale par l'équipe des Brotherly Love